# キープ (インカ)

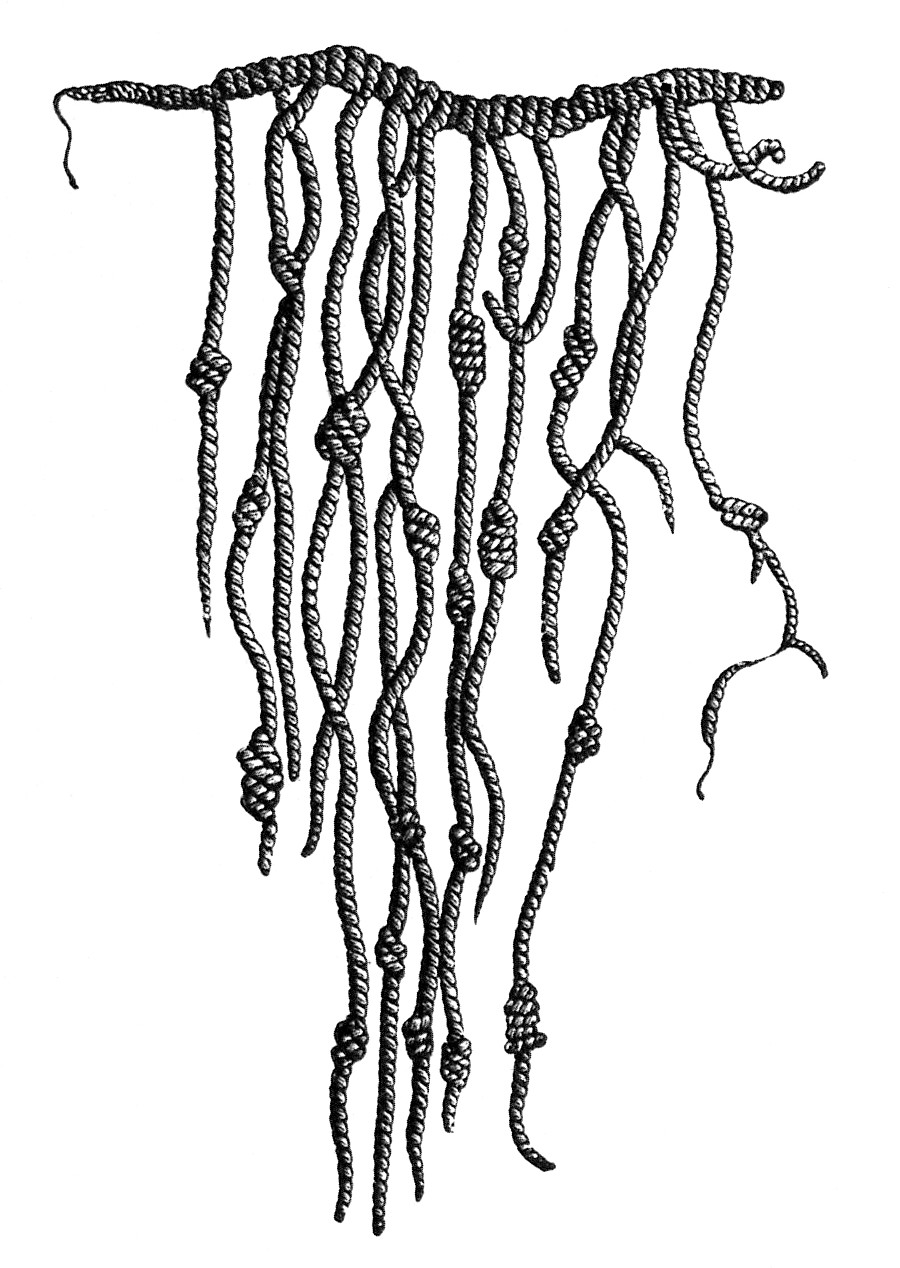
キープ

キープ（スペイン語: Quipu、ケチュア語：khipu）は、インカ帝国で使われた紐に結び目を付けて数値を記述する方法。ケチュア語で「結び目」を意味する。キープは紐の結び目の形で数を表現する結縄（けつじょう）の代表例である。

## 構造

キープ

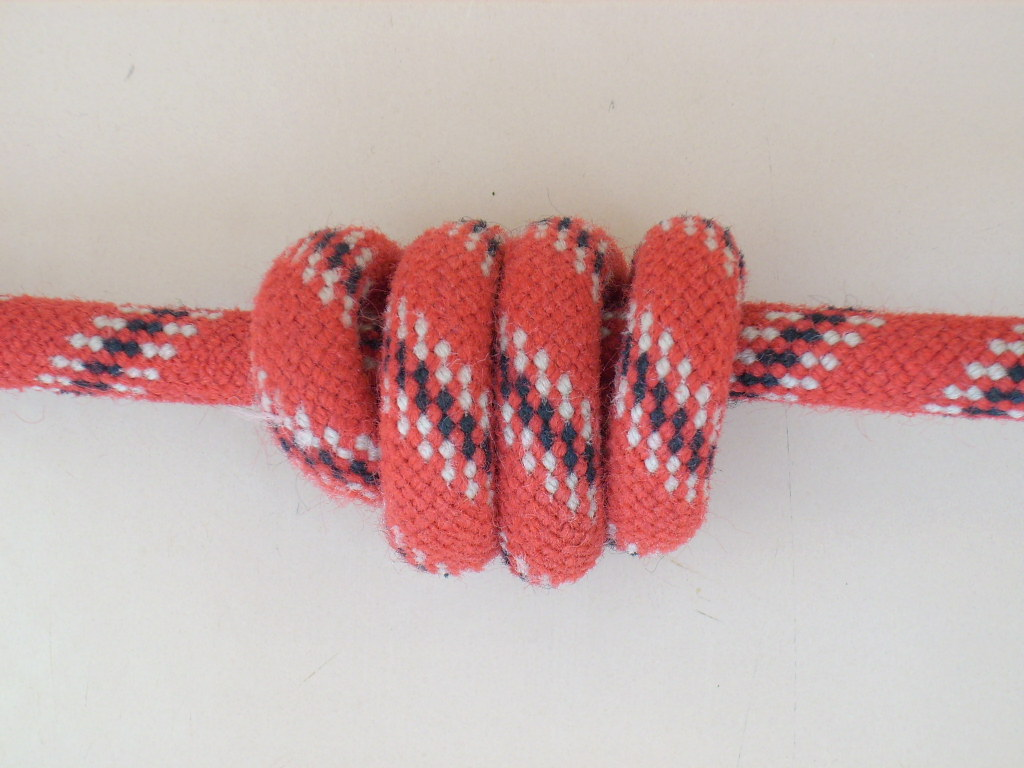
キープの結び目の一例。この結び目は4回巻きであり、4を表している。

単色、もしくは複数に彩色された紐で作られ、さまざまな形の結び目がついている。紐は2本撚り以上になっており、太さには4種類が存在した。最も太い紐は親紐と呼ばれ、その他は下がり紐として親紐に房状に結びつけられている。結び目の形、紐の色、結び目の位置などに情報が含まれ、結び目の位置によって、一、十、百、千、万の位が表された。下がり紐は3本ほどから2000本近いものまであり、細い補助紐がつけられる場合もある。レイランド・ロックの研究によって、十進法を用いていることが判明した。

## 機能
キープは単なる記号以上の複雑な体系を持ち、言語情報を含んでいることが近年の研究によって明らかにされている。王や役人は人民の統治に必要な情報などをキープに記録し、その作製および解読を行うキープカマヨック（キープ保持者）と呼ばれた役人がいた。キープカマヨックはインカ帝国統治下の各地におり、人口、農産物、家畜、武器など資源についての統計や、裁判の判例なども記録した。キープそのものは計算の道具ではないため、Yupanaと呼ばれるアバカスの一種で計算した結果を記録する場合もある。インカ帝国にはキープを教える専門の学校が存在し、交叉型の分類、集計の混じった情報を扱うこともでき、数学的思考を可能とした。
作製されたキープは、チャスキと呼ばれる飛脚たちによって運ばれた。往時の史料によれば、チャスキは1日280kmほどもリレーした。時速17kmである。チャスキは18-25歳の男子から選ばれた。選ばれると、年3ヶ月の鉱山労働を1ヶ月に減免された。中継駅の維持は地元村の義務であった。チャスキ網は王のいるクスコが中心であった。チャスキは王の食べる生鮮食品も運搬した。インカを征服したスペイン人もチャスキを使役したが、うまくゆかなかったという。